# بارادايس (غرينادا)
بارادايس هي بلدة في أبرشية سانت أندرو في شرق غرينادا، وهي تقع بين غرنفيل ودنفرملاين.
يبلغ ارتفاعها 202 مترا عن مستوى سطح البحر.